# Sixten Mohlin
Sixten Joaquim Mohlin, född den 17 januari 1996 i Rotterdam i Nederländerna, är en svensk-kapverdiansk tidigare fotbollsmålvakt.

## Klubbkarriär
Mohlin föddes i Rotterdam i Nederländerna. Hans far kommer från Sverige och hans mor från Kap Verde. 1998 flyttade familjen till skånska Kristianstad och ett par år senare till Åhus. Vid tolv års ålder tog Mohlin klivet till Malmö FF. Mohlin lyftes upp till A-laget i MFF genom ett lärlingskontrakt i november 2012. Den 14 mars 2014 skrev han på ett seniorkontrakt på fem år med klubben.
Inför 2015 års säsong lånades Mohlin ut till division 1-klubben Västerås SK. Den 27 juli återvände Mohlin från lånet och den 30 juli lånades han i stället ut till Kristianstads FF. Säsongen 2016 var Mohlin fortfarande utlånad till Kristianstad FC och spelade 25 av 26 seriematcher. Även inför säsongen 2017 blev Mohlin utlånad till klubben. I januari 2018 lånades Mohlin ut till Dalkurd FF.
I december 2018 värvades Mohlin av Östersunds FK, där han skrev på ett treårskontrakt. I december 2021 värvades Mohlin av Örgryte IS, där han skrev på ett treårskontrakt. I juli 2024 lämnade Mohlin klubben. I april 2025 avslutade han sin fotbollskarriär.

## Landslagskarriär
Mohlin var målvakt i det svenska U17-landslag som tog sig till semifinal i EM 2013 och tog brons i VM 2013. Efter EM togs han som en av fyra svenskar ut i turneringens "Team of the tournament".
Mohlin gjorde sin debut i U19-landslaget i mars 2014. Detta sedan han tagits ut till en landslagstrupp för pojkar födda 1995.
I maj 2021 bytte Mohlin till Kap Verdes landslag, som han var tillgänglig för då hans mor kommer därifrån. Mohlin debuterade den 8 juni 2021 i en 2–0-förlust mot Senegal.